# Ayanleh Souleiman
Hassan Ayanleh Souleiman (Gibuti, 3 dicembre 1992) è un mezzofondista gibutiano.
Ha rappresentato Gibuti ai Giochi olimpici di Rio de Janeiro 2016 e Tokyo 2020 . É l'attuale detentore del record mondiale dei 1000 metri piani indoor.

## Record nazionali
Seniores
- 800 metri piani: 1'42"97 ( Monaco, 17 luglio 2015)
- 1000 metri piani: 2'13"49 ( Losanna, 25 agosto 2016)
- 1000 metri piani indoor: 2'14"20 ( Stoccolma, 17 febbraio 2016)
- 1500 metri piani: 3'29"58 ( Monaco, 18 luglio 2014)
- 1500 metri piani indoor: 3'35"2 m ( Stoccolma, 6 febbraio 2014)
- Miglio: 3'47"32 ( Eugene, 31 maggio 2014)
- 3000 metri piani: 7'42"22 ( Doha, 11 maggio 2012)
- 3000 metri piani indoor: 7'39"81 ( Gand, 10 febbraio 2013)

## Progressione

### 800 metri piani
| Stagione | Tempo   | Luogo      | Data      | Rank. Mond. |
| -------- | ------- | ---------- | --------- | ----------- |
| 2019     | 1'44"38 | Barcellona | 17-7-2019 | 17º         |
| 2018     | 1'45"70 | Gibuti     | 30-3-2018 | 51º         |
| 2017     | 1'45"01 | Barcellona | 29-6-2017 | 33º         |
| 2016     | 1'43"52 | Parigi     | 27-8-2016 | 9º          |
| 2015     | 1'42"97 | Monaco     | 17-7-2015 | 3º          |
| 2014     | 1'43"69 | Huddinge   | 25-7-2014 | 9º          |
| 2013     | 1'43"63 | Sollentuna | 27-6-2013 | 5º          |
| 2012     | 1'47"45 | Antrim     | 18-7-2012 | 201º        |
| 2011     | 1'51"78 | Gaborone   | 14-5-2011 | 1377º       |

### 1500 metri piani
| Stagione | Tempo   | Luogo          | Data       | Rank. Mond. |
| -------- | ------- | -------------- | ---------- | ----------- |
| 2021     | 3'37"25 | Tokyo          | 3-8-2021   | 122º        |
| 2019     | 3'30"66 | Parigi         | 24-8-2019  | 5º          |
| 2018     | 3'31"19 | Monaco         | 20-7-2018  | 5º          |
| 2017     | 3'34"70 | Losanna        | 6-7-2017   | 29º         |
| 2016     | 3'31"68 | Heusden-Zolder | 16-7-2016  | 7º          |
| 2015     | 3'30"17 | Parigi         | 4-7-2015   | 9º          |
| 2014     | 3'29"58 | Monaco         | 18-7-2014  | 4º          |
| 2013     | 3'31"64 | Zurigo         | 29-8-2013  | 8º          |
| 2012     | 3'30"31 | Hengelo        | 27-5-2012  | 4º          |
| 2011     | 3'34"32 | Doha           | 20-12-2011 | 31º         |
| 2009     | 3'57"40 | Beirut         | 2-10-2009  |             |

## Palmarès
| Anno | Manifestazione           | Sede           | Evento       | Risultato  | Prestazione | Note |
| ---- | ------------------------ | -------------- | ------------ | ---------- | ----------- | ---- |
| 2009 | Mondiali U18             | Bressanone     | 3000 m piani | Batteria   | 8'31"83     |      |
| 2011 | Africani U20             | Gaborone       | 800 m piani  | Batteria   | 1'51"78     |      |
| 2011 | Africani U20             | Gaborone       | 1500 m piani | 9º         | 3'46"51     |      |
| 2011 | Giochi panafricani       | Maputo         | 1500 m piani | 6º         | 3'44"77     |      |
| 2012 | Mondiali indoor          | Istanbul       | 1500 m piani | 5º         | 3'47"35     |      |
| 2012 | Campionati africani      | Porto-Novo     | 1500 m piani | Argento    | 3'36"34     |      |
| 2013 | Mondiali                 | Mosca          | 800 m piani  | Bronzo     | 1'43"76     |      |
| 2013 | Mondiali                 | Mosca          | 1500 m piani | Semifinale | 3'37"96     |      |
| 2013 | Giochi della Francofonia | Nizza          | 1500 m piani | Oro        | 3'57"35     |      |
| 2014 | Mondiali indoor          | Sopot          | 1500 m piani | Oro        | 3'37"52     |      |
| 2014 | Campionati africani      | Marrakech      | 1500 m piani | Oro        | 3'42"49     |      |
| 2015 | Mondiali                 | Pechino        | 1500 m piani | Batteria   | dnf         |      |
| 2016 | Mondiali indoor          | Portland       | 1500 m piani | 9º         | 3'53"67     |      |
| 2016 | Giochi olimpici          | Rio de Janeiro | 800 m piani  | Semifinale | 1'45"19     |      |
| 2016 | Giochi olimpici          | Rio de Janeiro | 1500 m piani | 4º         | 3'50"29     |      |
| 2017 | Mondiali                 | Londra         | 1500 m piani | Batteria   | 3'46"64     |      |
| 2018 | Campionati africani      | Asaba          | 1500 m piani | 4º         | 3'37"18     |      |
| 2019 | Giochi panafricani       | Rabat          | 1500 m piani | Argento    | 3'38"44     |      |
| 2019 | Mondiali                 | Doha           | 1500 m piani | Semifinale | 3'38"35     |      |
| 2021 | Giochi olimpici          | Tokyo          | 1500 m piani | Semifinale | dnf         |      |

## Altre competizioni internazionali
2013
- Vincitore della Diamond League nella specialità dei 1500 m piani / miglio (18 punti)

2014
- Oro in Coppa continentale ( Marrakech), 1500 m piani - 3'48"91

2018
- Bronzo al Weltklasse Zürich ( Zurigo), 1500 m piani - 3'31"24

2019
- Bronzo ai Bislett Games ( Oslo), miglio - 3'52"66